# Marco Dapper
Marco Dominic Dapper (ur. 9 lipca 1983 w Hayward) – amerykański aktor filmowy i telewizyjny, model. 

## Życiorys

### Wczesne lata
Urodził się w Hayward w stanie Kalifornia. Wychowywał się w rodzinie rzymskokatolickiej ze starszą siostrą w Hayward, w stanie Kalifornia. Uczęszczał do szkoły katolickiej Moreau Catholic High School Wystąpił w kilku szkolnych przedstawieniach teatralnych. Przez dziesięć lat trenował sztuki walki i zdobył czarny pas w Taekwondo. Pracował w składzie United Parcel Service. 

### Kariera
Przybył do Los Angeles w 2003 roku, by zrealizować swoją pasję i stać się profesjonalnym aktorem. Studiował aktorstwo pod kierunkiem Lesly Kahn w Beverly Hills Playhouse i z Chickiem Vennerą. Pojawił się jako europejski model w kampanii reklamowej dżinsów Levi's na rynku azjatyckim, po czym został odkryty przez producentów NBC i wziął udział w programie Meet My Folks, a także reklamach wódki Absolut i Xbox. 
W filmie Eating Out 2: Ten drugi raz (Eating Out 2: Sloppy Seconds, 2006) wystąpił jako Troy, zagubiony artysta model, który udaje byłego geja, choć w istocie jest biseksualistą. Trafił na okładkę magazynu „Men’s Health” (w październiku 2007 w hiszpańskiej edycji, w czerwcu 2011 w tureckiej edycji).
W latach 2012−2014 grał Carmine'a Basco w operze mydlanej Żar młodości (The Young and the Restless). W dreszczowcu Deadly Sanctuary (2015) wystąpił jako Bradley Talverson u boku Erica Robertsa, Daniela Baldwina i Deana Caina.
Zamieszkał w Los Angeles. Spotykał się z modelką Rebeccą DiPietro.

## Wybrana filmografia

### Filmy fabularne
- 2006: Eating Out 2: Ten drugi raz (Eating Out 2: Sloppy Seconds) – Troy
- 2008: Redefining Normal – Dario Franco (pierwotnie Dapper brał udział w zdjęciach, lecz ostatecznie zrezygnował w udziale w filmie)
- 2011: I Choose Chaos – Billy
- 2012: Nowhere Else – Randy
- 2017: Hollywood Dirt – Brad DeLuca

### Seriale TV
- 2007: Seks, kasa i kłopoty (Dirty Sexy Money) – Ryan Casdale
- 2007: Weronika Mars (Veronica Mars) – atrakcyjny mężczyzna
- 2009: 90210 – mężczyzna
- 2009: Rise and Fall of Tuck Johnson – Rocky Loads
- 2010: Trauma – Asher
- 2011: Prywatna praktyka (Private Practice) – chłopak
- 2012-2014: Żar młodości (The Young and the Restless) - Carmine Basco
- 2012: Lista klientów (The Client List) - Wade